# Psaumes et prières
Psaumes et prières est un livre d'écriture manichéen.
Cet livre est translittéré comme Afuyin Bu en chinois, qui est dérivé du persan médiéval āfrīn ou parthe āfriwan, qui signifie « louange ».

## Contenu
Cette écriture contient principalement des poèmes écrits par Mani et ses disciples. Il est consigné dans le copte "The Second Part of the Hymnal Collection" que Mani a écrit deux hymnes, mais ces deux poèmes ne se trouvent pas dans la collection existante de poèmes coptes. Le document parthe M40 R serait un fragment de Vuzurgān Afrīwān, louant le Père de la Grandeur, et serait une traduction du texte araméen original de Mani. Les documents parthes M538 et M75 seraient des fragments du "Petit Sutra de louange" (Qšūdagān Afrīwān), louant le Père, les Douze Rois de la Lumière, le monde de la lumière, l'esprit de la vie et le lieu de la louange.

## Voir également
- Mani
- Manichéisme